# Schmiedeberger Kamm
Der Schmiedeberger Kamm (oder Forstkammpolnisch Kowarski Grzbiet, Tschechisch: Lesní hřeben) ist ein kurzer Bergrücken im östlichen Riesengebirge. Er liegt nordöstlich des Riesenkamms (Czarny Grzbiet) und bildet mit ihm und dem Schlesischen Höhenrücken den Hauptkamm des Riesengebirges. Auf seiner ganzen Länge liegt die Grenze zwischen Schlesien und Böhmen, und damit seit 1945 die Grenze zwischen Polen und der Tschechien. Sein höchster Punkt ist der Tafelstein (Skalny Stół, 1281 m).

## Geographie
Der Schmiedeberger Kamm erstreckt sich über eine Länge von ca. 4 km vom Eulenpass im Westen bis zum Grenzbaudenpass (Przełęcz Okraj, 1046 m über dem Meeresspiegel) und dem Tal der Jedlica (Iselbach bzw. Eglitz) im Osten. Die Einsattelung "Schwarze Drehe" (1168 m), trennt den Riesenkamm vom Schmiedeberger Kamm. Der kleine Ort Forstlangwasser oder Forstbauden (heute: Budniki) lag 900 bis 936 m hoch am Nordabhang des Forstkammes ah den Quellbächen des Langwassers. Der westliche Höhepunkt des Kamms ist der Tafelstein, der östliche der Kammsteig (Czoło/Čelo). Kurze, steile Grate gehen nach Norden ab. Ein Kamm, der sich vom Kammsteig aus erstreckt, wird von der Ochsenstein (Wołowa Góra) dominiert und setzt sich mit dem Freien Berg (Lysa Góra) fort. Der nördliche Abhang des Kamms (Forstlehne) ist im oberen Bereich steil, im unteren Bereich leicht abfallend. Am Bach Malina befinden sich bei den ehemaligen Forstbauden der Wasserfall Ponura Kaskada. Der Südhang (Fichtig Lehne) ist flacher. Die Gipfelregion des Tafelsteins ist teilweise abgeholzt und bietet daher einen guten Aussichtspunkt nach Westen und Nordwesten, der restliche Teil des Kamms ist bewaldet. Der nördliche Abhang des Kamms ist vollständig bewaldet. Am östlichen Abhang des Forstkammes bildet die Mordhöhe einen Vorberg. Die Einsenkung zwischen Landeshuter Kamm und Forstkamm bildet der Schmiedeberger Pass.

## Geologie
Der Schmiedeberger Kamm besteht aus metamorphen Gesteinen des östlichen Riesengebirggranits, hauptsächlich Glimmerschiefer und verschiedener Arten von Gneis, und auch Quarzit, und Hornblende.

## Geschichte
Die Hänge des Schmiedeberger Kamms waren über Jahrhunderte Bergbaurevier der deutschsprachigen Bevölkerung. Nach dem Zweiten Weltkrieg wurde hier Uran abgebaut.

## Wanderwege
- Blaue Markierung führt auf dem Grat vom Grenzpaudenbass zur Schneekoppe führt.
- Gelbe Markierung führt vom Tafelstein nach Schmiedeberg.
- Grüne Markierung führt vom Grenzbaudenpass nach Krummhübel (Karpacz) und Wolfshau (Wilcza Poręba)
- Der Kammweg führt über den Schmiedeberger Kamm.